# 于明
于明（1919年10月15日—2017年12月30日），曾用名杨如序，山东省蓬莱县人，中华人民共和国政治人物。

## 生平
1938年8月，参加革命工作。同年10月，加入中国共产党。先后在蓬莱县青年救国会、蓬莱县民众动员委员会和蓬莱县委工作，曾任蓬莱县委秘书兼县委统战部部长。1939年至1940年，任胶东北海特委组织部干事，北海地委委员、组织部部长。1941年至1942年，任胶东区党委组织部组织科长，海阳县郭城区区委书记。1943年至1944年，任中共福山县委书记兼福山县独立营政委。1945年至1947年，任胶东新华书店总经理，南海地委委员、中共莱东县委书记兼解放军莱东县指挥部政委。1948年至1949年，任中共西海地委副书记、书记兼西海军分区政委。
1950年5月，胶东区党委撤销，以东海地委为基础组建中共山东文登地方委员会，隶属中共山东分局。于明担任地委书记兼军分区政委等，1953年12月调任中共青岛市委副书记。1956年至1958年，先后任山东省工业部办公室主任，济南化肥厂党委书记。1959年至1961年，任山东省机械工业学院院长，山东省机械工业厅副厅长、厅长，厅党组副书记、书记。1962年12月，任山东省委政策研究室主任。1963年12月，任中共山东省委委员、副秘书长兼省委政策研究室主任。1965年8月，任中共山东省委秘书长。文化大革命期间，受到冲击。后参与领导莱芜钢铁会战、胜利油田石油会战。1973年7月，任中共淄博市委副书记。1975年4月至1977年11月，任中共济宁地委书记、地革委主任。文化大革命结束后，1977年11月，调国务院机关工作。1978年4月，调任中华人民共和国第一机械工业部副部长。1979年3月，任中华人民共和国农业机械部副部长。1983年1月，离休。2017年12月30日，因病在北京逝世，享年98岁。